# 张迎春
张迎春（1970年11月—），女，湖南省长沙市长沙县人，湘江师范学校、湖南师范大学、中共中央党校毕业，中华人民共和国政治人物。现任中共湖南省委常委、湖南省人民政府常务副省长。

## 生平
1970年11月，张迎春出生在湖南省长沙市长沙县。1985年进入湘江师范学校学习，1988年毕业后分配至芙蓉区大同小学任教。1991年7月转任中国共产主义青年团芙蓉区教育局委员会书记。1994年11月进入中国共产主义青年团长沙市委员会，1998年1月任宣传部部长，同年9月任办公室主任。2001年4月，张迎春调到宁乡县任县委常委、城郊乡党委书记。次年9月调到其家乡长沙县任县委常委、组织部部长。2006年4月调任雨花区委副书记、区人民政府代区长。2008年11月转任开福区委书记。2013年1月，张迎春升任长沙市委常委、市人民政府副市长。2017年1月任常务副市长，同年9月转任湘江新区党工委副书记、管委会主任。
2019年3月，张迎春调到湘潭市，任市委副书记，市人民政府代市长、市长。2021年7月10日，湘潭市委召开全市领导干部大会，张迎春接替曹炯芳出任市委书记。张迎春是湘潭市历史上第一任女性行政长官。
2021年11月，升任中共湖南省委常委。
2022年2月，任湖南省人民政府副省长。 2023年11月，任湖南省人民政府常务副省长。